# Loren Stillman

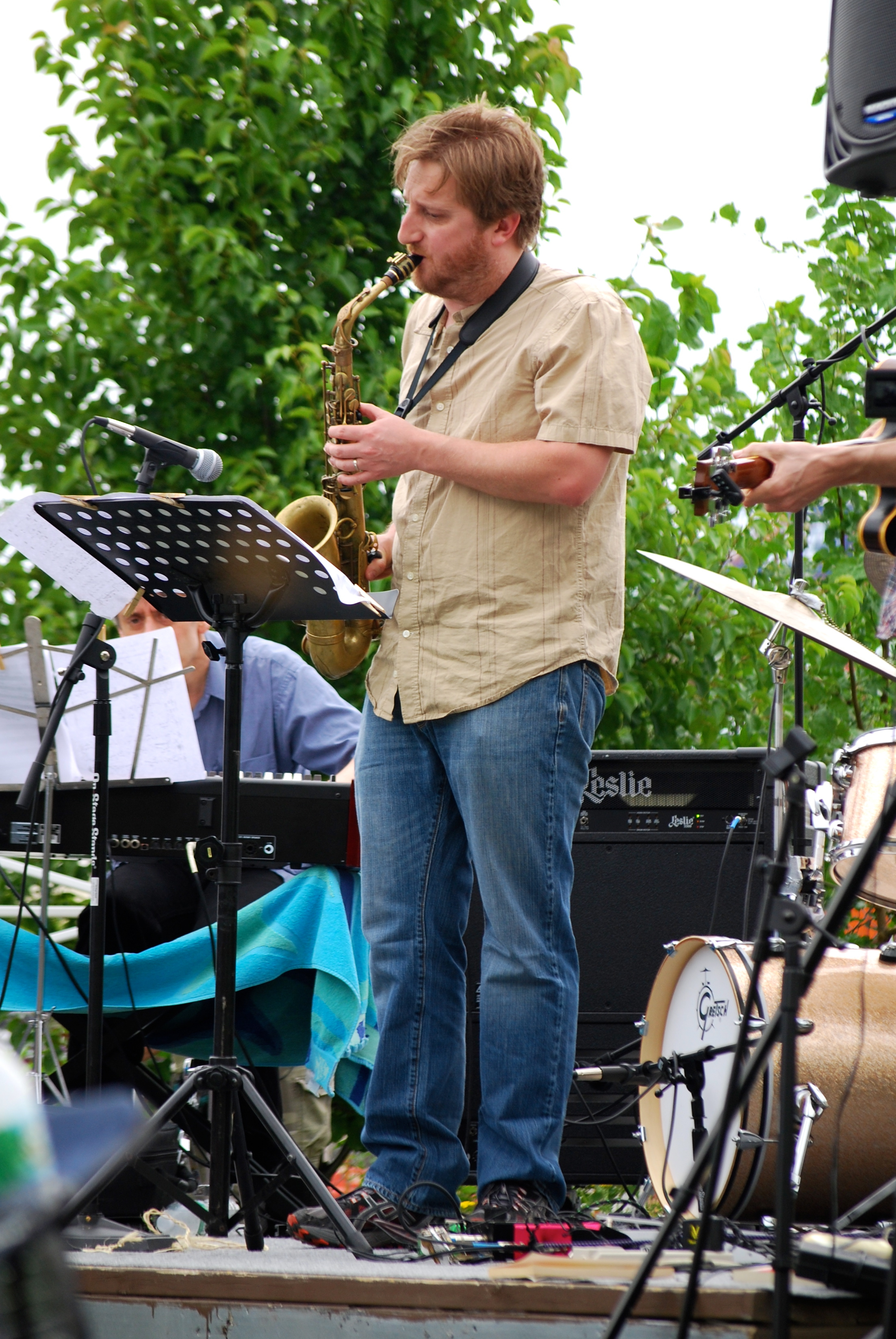
Loren Stillman am 16. Juni 2013 auf dem Red Hook Jazz Festival in New York City.

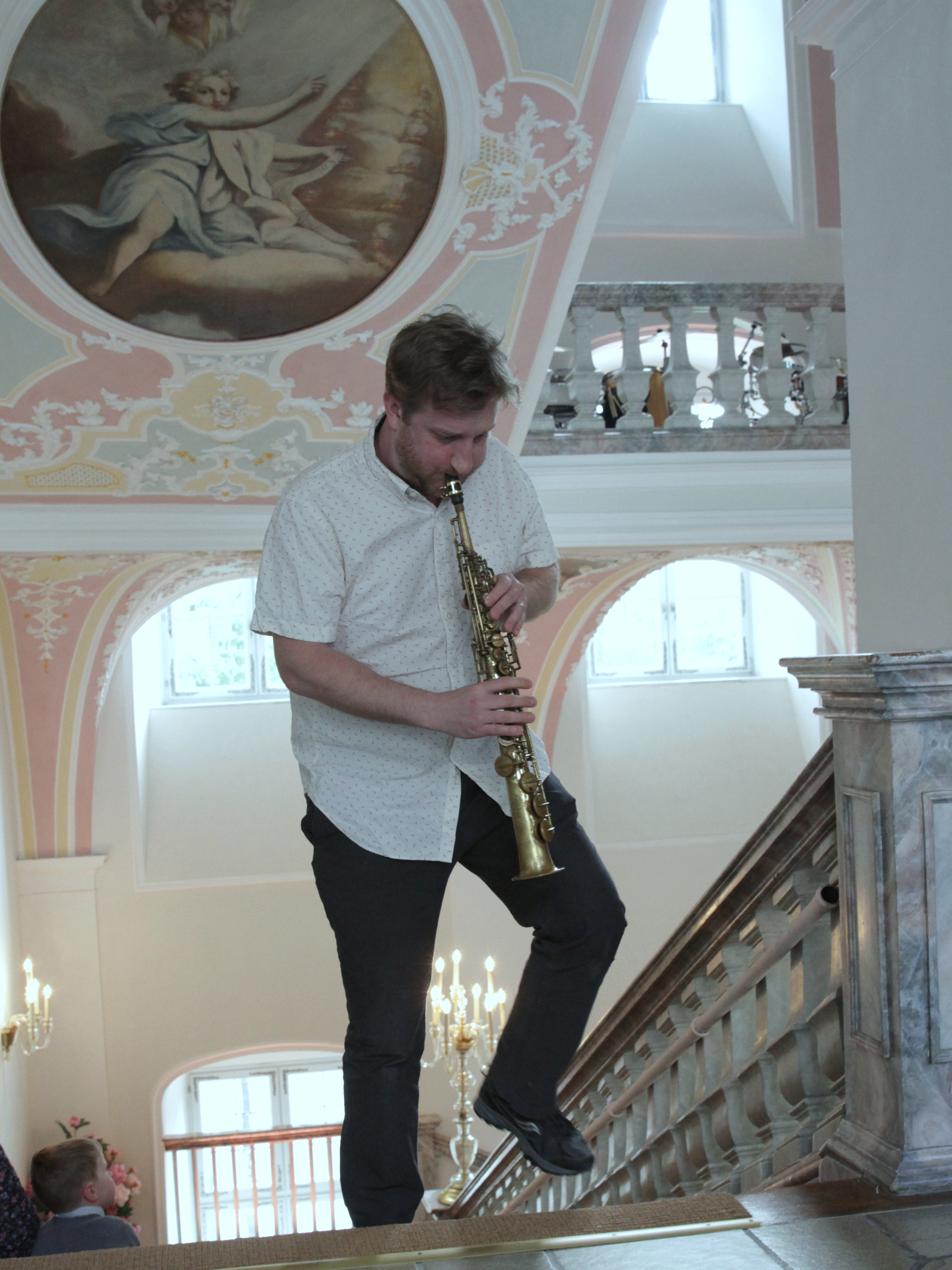
Loren Stillman beim Tonspuren Irsee 2014

Loren Stillman (* 14. Juni 1980 in London) ist ein US-amerikanischer Jazzmusiker (Altsaxophonist, Komponist und Bandleader), der im Post-Bop beheimatet ist.

## Biographie
Stillman wuchs in Croton-on-Hudson im Bundesstaat New York auf und studierte ab 1998 an der Manhattan School of Music und ab 2002 an der New School University, u. a. bei Lee Konitz und David Liebman. Er wurde Anfang der 2000er Jahre durch seine Zusammenarbeit mit John Abercrombie im Trio Jackalope (Saltier Than Ever, 2002), mit Eivind Opsviks Overseas-Projekt und der Formation Quadrant mit Christophe Schweizer bekannt. Bereits 1996 hatte er ein erstes Album (Cosmos) bei Soul Note eingespielt, was ihm den Status eines „Wunderkindes“ (Cook/Morton) einbrachte. Es folgten weitere Alben für Label wie
Nagel-Heyer, Fresh Sound (New Talent) und SteepleChase mit eigenen Formationen.
Stillman, dessen Talent von Downbeat, Jazziz, Jazz thing, JazzTimes oder dem National Public Radio gepriesen wurde, hat im Laufe seiner bisherigen Karriere mit Charlie Haden, Carla Bley, Paul Motian, Andy Milnes Dapp Theory, Michele Rosewoman, Joe Lovano, Vic Juris, Sunna Gunnlaugs, Michael Formanek (The Distance), Samo Šalamon, Tyshawn Sorey (Oblique-1, 2011), Alban Darche Le Gros Cube #2 (2021) und dem Village Vanguard Jazz Orchestra gearbeitet.
Im Juli 2019 (Stand: August 2020) ist der New Yorker Saxofonist Loren Stillman in seine passagere neue Wahlheimat Köln umgezogen.

## Diskographische Hinweise
- How Sweet It Is (Nagel-Heyer, 2002)
- Gin Bon (Fresh Sound, 2003) mit John Abercrombie
- It Could Be Anything (Fresh Sound, 2004) mit Gary Versace, Jeff Hirshfield
- Trio Alto, Vol. 1 (SteepleChase, 2005)
- Jam Session Vol. 15 (SteepleChase, 2005)
- The Brother's Breakfast (SteepleChase, 2006)
- Bad Touch: Like a Magic Kiss (2008), mit Nate Radley, Gary Versace, Ted Poor
- Winter Fruits (Pirouet, 2009)
- Bad Touch: Going Public (2014), mit Nate Radley, Gary Versace, Ted Poor
- Fearless Dreamer (2020), mit Gary Versace, Nate Radley, Ted Poor
- Live at Boo Shop Records (2021), mit Gary Versace, Nate Radley, Jared Schonig